# Kasza József (jogász)
Kasza József (Pécs (Baranya megye), 1863. március 22. – 1898. április 9.) jogi doktor, akadémiai tanár.

## Élete
Iskoláit szülőhelyén végezte. Az 1881-ben a ciszterci gimnáziumban tett érettségi után, a pécsi egyházmegyei növendékpapok közé vették föl. A szemináriumot azonban mint IV. éves teológus elhagyta és a jogi pályára lépett. 1886-ban mint tiszteletbeli aljegyző a város szolgálatába állt. 1891-ben Dulánszky Nándor püspök a pécsi jogakadémiához nevezte ki tanárnak.
Cikkei a Pécsi Figyelőben (1888. Fontenay, Heten vagyunk, Grün Anasztáz, Családi kép, ford. sat.), a Pécsi Naplónak is munkatársa volt.

## Munkái
- Költemények. Pécs, 1884.
- Detentio et possessio. Uo. 1894.